# エステートトーワ
株式会社エステートトーワは、大阪府大阪市に本社を置く不動産会社である。
大阪・東京2大都市に拠点を持つ、大阪では有数の独立系管理会社。
賃貸マンションの管理を基本業務として行っており、付随業務として売買、仲介、リフォームなどの業務を行っている。

## 沿革
| 平成18年02月 | 株式会社エステートーワ関西設立 |
| 平成19年01月 | 『サブリースプラス』商標登録 |
| 平成20年01月 | 管理戸数3000戸達成 |
| 平成20年08月 | 管理戸数4000戸達成 |
| 平成21年06月 | 管理戸数5000戸達成 |
| 平成21年07月 | 株式会社エステートトーワ関西から 株式会社エステートトーワへ社名変更                                                                                       |
| 平成21年10月 | 株式会社藤和ハウス賃貸事業部門の管理事業を吸収分割 東京・大阪２本社体制へ変更 管理戸数 大阪本社5,335戸 東京本社3,285戸 合計8,620戸 国土交通大臣免許へ変更 |
| 平成23年12月 | 渋谷オフィス開設 |
| 平成23年12月 | 賃貸住宅管理業者登録制度へ登録 登録番号 国土交通大臣(1) 第 142 号                                                                                         |
| 平成24年12月 | 東京都西東京市田無町2-12-28に東京本社移転 |
| 平成30年12月 | FC三鷹店オープン |
| 令和2年4月   | 東京都西東京市南町5-7-1に東京本社移転 |
| 令和2年11月  | 世田谷オフィス開設 |

## 主な事業内容
- 物件調査 -賃貸借契約の内容・入居状況・建物維持管理契約の状況を確認し、現状より収益を上げる提案
- 各種契約内容の分析 -賃貸借契約の内容・入居状況・建物維持管理契約の状況を確認し、現状より収益を上げる提案
- 募集賃料設定 -線密な市場調査により賃料等の募集条件を決定。対象物件に近い物件を数棟比較検討し、比較物件と比べた良否により賃料条件を設定、提案
- 入居募集活動 -レインズ・インターネットを使った募集活動。地域の賃貸業者へ情報提供・収集。関連会社は東京で賃貸業務を行っており、法人企業への営業を積極的に行っている
- 監査業務 -入居率を上げるために無理な入居をさせるのではなく、長期的な展望で判断し、入居者を選択
- 契約の締結 -契約書の作成、明細書の作成、入居必要書類の受領、決済金の受領代行、火災保険の加入促進等などを行っている
- 家賃入金管理 -自動引落、振込での家賃集金を行い、毎月オーナー様へ送金。
- 未納家賃催促、退去後の不足金額請求業務 -催促連絡や催促状発行、退去後の未集金通知書の発行
- 退去立会、室内チェック -居室退去時に室内の立会いを行い、室内の補修箇所の確認、補修費負担箇所の確認、残家賃の精算、電気・ガス・水道などの閉栓確認、郵便の転送確認
- 解約精算業務 -返還金より未納家賃、補修費負担分などを控除し、返還金の明細書を作成
- 収支報告書 -賃貸管理システムを基に入出金管理を実行し、定められた期日に送金を行い、報告書を提出
- 建物巡回報告書 -巡回内容の報告書の提出
- 建物の調査・分析 -毎月の巡回により建物の状態をチェックし、建物の経年ごとの修繕履歴やクレーム記録などによりメンテナンス計画を提案

## 事業所
- 大阪本社 -大阪府大阪市北区西天満2-6-8 堂島ビル2F
- 東京本社 -東京都西東京市南町5-7-1
- 渋谷オフィス -東京都渋谷区松濤2-8-10 サンクタス松濤ロワール11F
- 世田谷オフィス -東京都世田谷区池尻2-7-4 ガーデンテラス三宿7F
- エステートトーワFC田無店 -東京都西東京市南町4-1-11
- エステートトーワFC学芸大学店 -東京都目黒区鷹番3-1-8原中山ビル1F
- エステートトーワFC三鷹店 -東京都武蔵野市中町１丁目1-8 HN28ビル1F